# Blu Gang - E vissero per sempre felici e ammazzati
Blu Gang - E vissero per sempre felici e ammazzati è un film del 1973, diretto da Luigi Bazzoni (con lo pseudonimo di Marc Meyer).

## Trama
I fratelli Blue (Cane, Johnny e Frank) provano ad assicurarsi la vita libera e indipendente che conducono con fregature di ogni tipo. Quella vita conduce anche relazioni libere con le ragazze che incontrano. Dopo un'importante rapina di soldi, vengono spediti in prigione dal taciturno ufficiale dell'esercito Hillman, ma riescono a scappare con l'aiuto di una ragazzina. Spostandosi da un luogo all'altro, i fratelli continuano ad occuparsi solo dell'oggi. Hillman li afferra ad uno ad uno.

## Accoglienza

### Critica
(Tullio Kezich in Panorama; 2 agosto 1973.)

## Curiosità
- Jack Palance, che interpretava Hillman, ha solo due brevi frasi da pronunciare per tutto il film.
- La colonna sonora, che vinse il Nastro d'argento alla migliore colonna sonora nel 1974, è del musicista italiano Tony Renis, pubblicato nel 1973 e tratto dall'omonimo album. La canzone Go Man è interpretata da Marva Jan Marrow.